# Ratscho Petrow

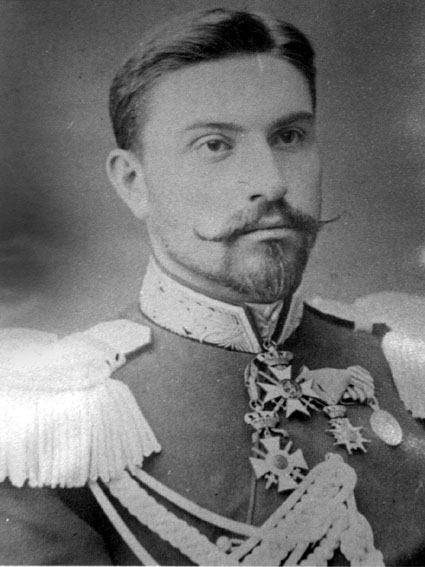
Ratscho Petrow

Ratscho Stojanow Petrow (bulgarisch Рачо Стоянов Петров, wissenschaftliche Transliteration Račo Stojanov Petrov; * 3. März 1861 in Schumen; † 22. Januar 1942 in Belowo, Bulgarien) war ein bulgarischer Politiker, General und Ministerpräsident.

## Biographie

### Militärische Laufbahn und Aufstieg zum Generalstabschef und Kriegsminister
Am 30. August 1878 trat er als Kadett in die Armee ein und machte den folgenden Jahren eine nahezu einmalige Karriere innerhalb der Armee. Nachdem er am 10. Mai 1879 zum Leutnant und am 24. März 1882  befördert worden war, absolvierte er 1883 die Militärakademie von Sankt Petersburg. Nach seiner Rückkehr wurde er Bataillonskommandeur in Tetewen (Oblast Lowetsch) sowie in Schumen. Am 24. März 1885 erfolgte seine Beförderung zum Hauptmann. Als solcher war er zunächst Offizier im Generalstab und dann Adjutant des Stabes der 1. Brigade in Sofia.
Nach der Vereinigung des Fürstentums Bulgarien mit Ostrumelien im Herbst 1885 wurde er durch einen Erlass (Ukas) von Fürst Alexander I. am 9. September 1885 im Alter von erst 24 Jahren zum Chef des Generalstabes der Armee ernannt. Als solcher war er maßgeblich verantwortlich für die Führung der Armee während des Serbisch-Bulgarischen Krieges von 1885 bis 1886 und wurde wegen seiner Leistungen am 1. Januar 1886 zum Major befördert.
Nachdem er am 29. April 1887 als Generalstabschef abgelöst worden war, wurde er am 10. Juli 1887 Kriegsminister im Kabinett von Konstantin Stoilow. Allerdings wurde er nach dem Ende von Stoilows Amtszeit am 1. September bereits am 23. Oktober 1887 wieder zum Chef des Generalstabes ernannt. Während seiner nunmehr bis zum 15. April 1894 dauernden Dienstzeit wurde er am 2. August 1888 zum Oberstleutnant sowie am 2. August 1891 zum Oberst befördert.
Am 27. April 1894 wurde er wiederum zum Kriegsminister ernannt und übte dieses Amt während der Regierungszeiten der Ministerpräsidenten Stefan Stambolow und Stoilow aus. Am 17. November 1896 erfolgte noch seine Beförderung zum Generalmajor und am 29. November 1896 seine Verabschiedung in den militärischen Ruhestand.

### Ministerpräsident 1901 und 1903 bis 1906
Knapp vier Jahre nach der Verabschiedung in den Ruhestand trat er in die Nationalliberale Partei (Народнолибералната партия) bei. Am 14. Dezember 1900 wurde er von Ministerpräsident Todor Iwantschow zum Innenminister ernannt. Außerdem wurde er 1901 für kurze Zeit erstmals zum Abgeordneten der Nationalversammlung gewählt.
Am 25. Januar 1901 wurde er von Fürst Ferdinand I. schließlich selbst erstmals zum Ministerpräsidenten ernannt. Allerdings übte er dieses Amt nur übergangsweise bis zum 4. März 1901 aus. Zugleich behielt er während seiner Amtszeit das Amt des Innenministers und übernahm zugleich die Ämter des Außen- und Religionsministers.
Am 19. Mai 1903 wurde er dann von Fürst Ferdinand I. als Nachfolger von Stojan Petrow Danew aus Angst vor Unruhen in Mazedonien erneut zum Ministerpräsidenten ernannt. Als solcher war er diesmal bis zum 5. November 1906 im Amt und war auch wieder Außen- und Religionsminister. Von 1903 bis 1908 war er außerdem auch Abgeordneter der Nationalversammlung.

### Balkankriege und Erster Weltkrieg
Nach dem Beginn des Ersten Balkankrieges im Oktober 1912 wurde er in die Armee zurückbeordert und zum Kommandanten der Festung Simeonowgrad ernannt. Kurz nach Beginn des Zweiten Balkankrieges im Juni 1913 unternahm er als Kommandeur der 3. Armee einen Angriff auf die serbische Stadt Pirot. Am 2. August 1913 wurde er dann zum Generalleutnant befördert.
Nach dem Eintritt Bulgariens in den Ersten Weltkrieg am 14. Oktober 1915 wurde er Generalgouverneur der Militärregion Makedonien und übte dieses Amt bis zum Kriegsende 1918 aus.
Am 6. Mai 1936 wurde er von Zar Boris III. zum Armeegeneral ernannt.
Ratscho Petrow war mit Sultana Mintshowitsch verheiratet. Sie war Tochter von Pantelej Mintshowitsch (langjähriger Arzt in der osmanischen Marine, Nach der Befreiung Gouverneur von Warna und einer der Gründer der Konservativen Partei sowie ein Jugendfreund von Georgi Walkowitsch) und Enkelin des aus Scherawna stammenden Dimitraki bey.